# Heibri
Heibri – wieś w Estonii, w prowincji Võru, w gminie Rõuge.